# Metopius xanthostigma
Metopius xanthostigma là một loài tò vò trong họ Ichneumonidae.